# Nicolea armilla
Nicolea armilla är en ringmaskart som beskrevs av Anne D. Hutchings och Smith 1997. Nicolea armilla ingår i släktet Nicolea och familjen Terebellidae.
Artens utbredningsområde är havet kring Nya Zeeland. Inga underarter finns listade i Catalogue of Life.